# Pinuccio Sciola
Giuseppe Sciola, conosciuto come Pinuccio (San Sperate, 15 marzo 1942 – Cagliari, 13 maggio 2016), è stato uno scultore italiano.

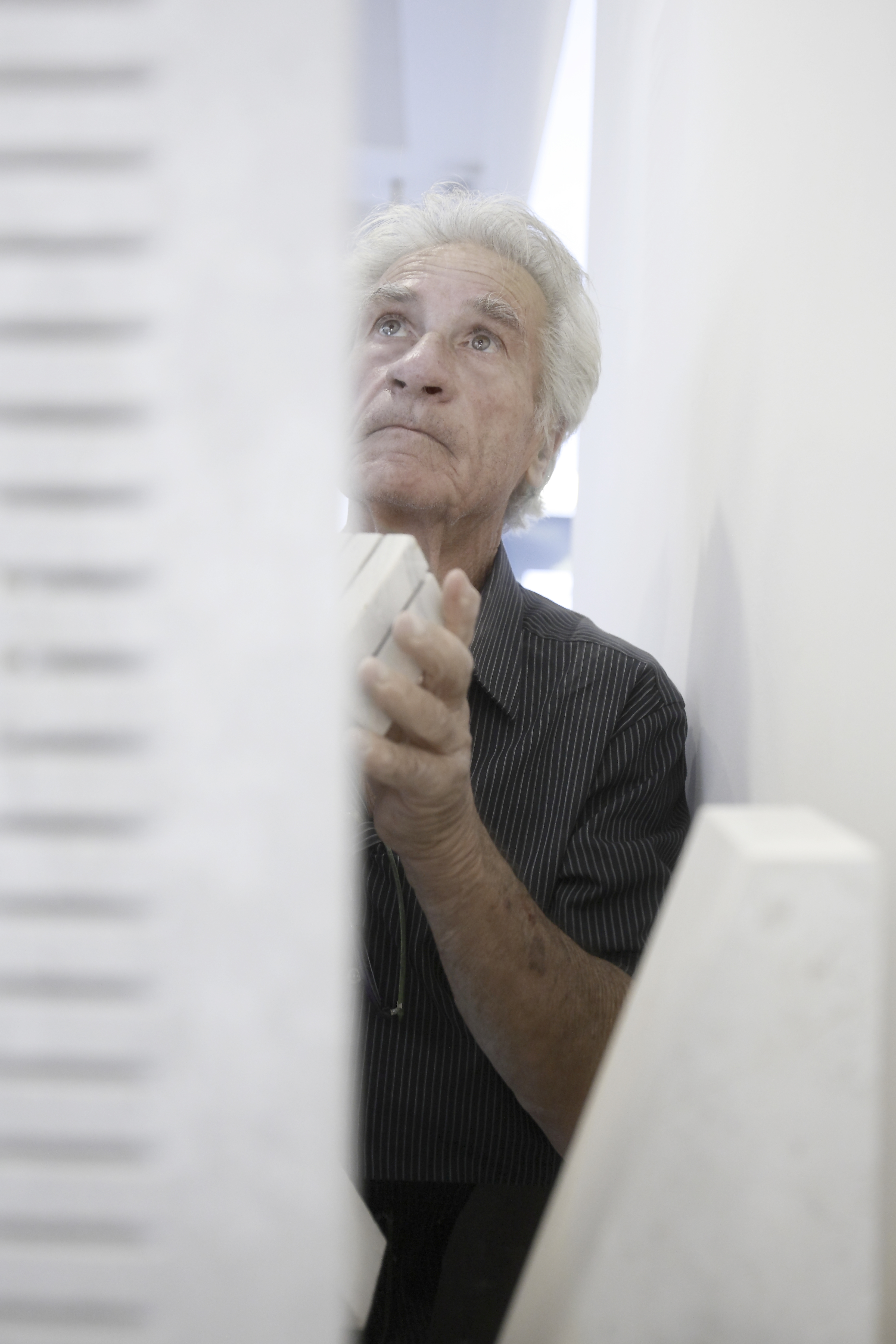
Pinuccio Sciola

Era conosciuto per la sua attività nella promozione dei murales di San Sperate, suo paese natale, e per le sue sculture sonore, presenti in diverse città del mondo.
Nel 2012 è stato insignito dell'onorificenza di Commendatore dell'Ordine al merito della Repubblica Italiana.

## Biografia e attività
Nato in una famiglia di contadini, ha partecipato come autodidatta ad una mostra-concorso per studenti di ogni età ed ordine di studio, vincendo una borsa di studio che gli permette di frequentare l'Istituto d'Arte di Cagliari.
Dopo il liceo artistico di Cagliari ha frequentato il Magistero d'arte di Firenze e l'Accademia Internazionale di Salisburgo dove ha seguito i corsi di Minguzzi, Kokoschka, Vedova e Marcuse. Nei suoi numerosi viaggi di studio per l'Europa ha conosciuto Giacomo Manzù, Fritz Wotruba, Aligi Sassu e Henry Moore.
Nel 1967 si è iscritto all'Università della Moncloa a Madrid; l'anno successivo, invece, è a Parigi.
Dopo aver trasformato il suo paese natale, San Sperate (CA), in un autentico “paese-museo” grazie all'esperienza artistica e sociale dei murales, nel 1973 si è recato a Città del Messico per lavorare con il maestro David Alfaro Siqueiros. Nel 1976 ha presenziato alla Biennale di Venezia e nel 1984 ha esposto alla Besana e in Piazza degli Affari a Milano. Nel 1985 le sue opere sono state alla Quadriennale di Roma e fra l'86 e l'87 una grande mostra itinerante ha toccato le più importanti città della Germania.

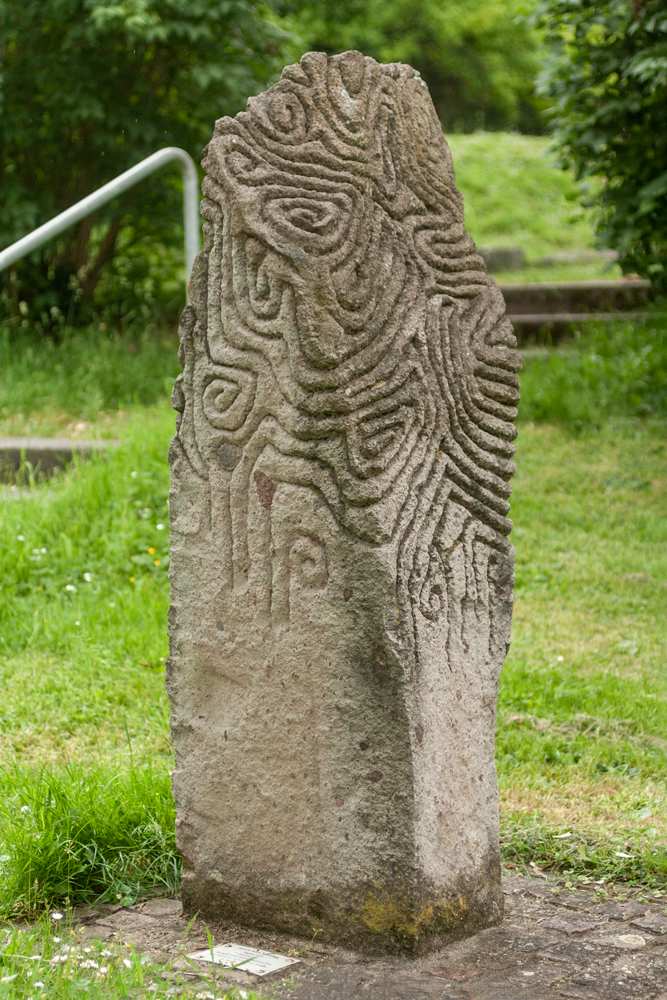
Pinuccio Sciola: Labyrinth II (1985), Stoccarda, Germania

Nel 1994 le sculture e le installazioni di Sciola sono state esposte nel parco del castello di Ooidonk in Belgio; nel 1996 alcune sue opere monumentali sono state collocate nel Palace Trianon di Versailles, opere che saranno in mostra, l'anno successivo, nel parco del Centro Kunst Project di Barndorf Bei Baden presso Vienna. Nel 1996 sono nate inoltre le pietre sonore suonate per la prima volta dal percussionista Pierre Favre al Time in Jazz di Berchidda, in Sardegna. Nel 1998 ha partecipato alla Biennale Europea di Niederlausitz presso Cottbus in Germania. Nel 2000 sue opere sono state sia all'Expo internazionale di Hannover che all'Avana.
Nel 2002 il Müvészet-Malom Szentendre di Budapest ha dedicato all'artista una grande mostra antologica, mentre agli inizi del 2003 Sciola ha avviato una collaborazione con l'architetto Renzo Piano, che scelse una monumentale scultura sonora per la Città della Musica a Roma. Nell'estate dello stesso anno, l'artista ha esposto una nuova serie di monumentali sculture sulla piazza della Basilica Inferiore di Assisi. Sempre nel 2003 è stato presente con le sue opere monumentali allo spazio Thetis di Venezia e nel 2004 ha inaugurato una grande mostra personale in Lussemburgo. Nel 2006 nel contesto di Villa delle Rose a Bologna viene realizzato Impianto Sonoro Scolpito, un percorso che propone l'arte e il suono delle Pietre sonore sotto forma di installazione interattiva.
Nel 2008 Sciola ha ricoperto con i Semi della Pace il sagrato della Basilica di San Francesco ad Assisi.
Nel 2010 era stato nominato presidente della commissione della Regione Sardegna per il Paesaggio e la qualità architettonica, prevista dal «Piano casa». Tra gli incarichi, quello di valutare l'eventuale impatto paesaggistico di ampliamenti su edifici preesistenti.
Il 2 Luglio 2010 è stata inaugurata una sua grande Pietra sonora nel giardino della Triennale di Milano in onore dell'amico Gillo Dorfles.
Nel 2011 all'Istituto italiano di Cultura a Madrid ha inaugurato l'esposizione Città sonore. Nel 2012 ha esposto a Cagliari un omaggio a Gaudì-Nostone con le opere in ferro all'interno della Basilica di San Saturnino. L'11 luglio 2012 il Presidente della Repubblica Italiana Giorgio Napolitano lo ha nominato Commendatore dell'Ordine al merito della Repubblica Italiana. Lo stesso anno, Napolitano ha inaugurato il monumentale tricolore di Sciola al porto di Cagliari Le pietre della cultura per consolidare le fondazioni dell'unità d'Italia. Nell'aprile del 2013 le opere dello scultore arrivano all'Italian Center di Shanghai, la mostra: La Verità dei Materiali. Nello stesso 2013 le pietre sonore sono esposte a Firenze Santa Croce. Nel 2014 Sciola è stato scenografo, presso il Teatro Lirico di Cagliari, dell'opera Turandot di Giacomo Puccini. Sempre nel 2014 ritorna allo spazio Thetis di Venezia. Nel marzo dello stesso anno è stato insignito del prestigioso premio: “Medaglia Beato Angelico” proprio nell'anno del 450º anniversario della morte di Michelangelo. Durante la cinquantesima edizione di Marmomacc a Verona l'Associazione Nazionale Le Donne del Marmo conferisce il “Premio Donna del Marmo 2015″ allo scultore sardo per il suo importante contributo alla storia della scultura.
Due settimane prima della scomparsa, Pinuccio Sciola, si trovava a San Pietro in Vincoli (Roma) all’interno della manifestazione “StoneTales” dove svelò di fronte al Mosè di Michelangelo la risposta alla famosa domanda dell’artista rinascimentale: “Perché non parli?”.
Pinuccio Sciola muore il 13 maggio 2016, al suo funerale partecipano 8.000 persone.
Tutt’oggi prosegue il suo incessante e ricco lavoro presso la sua casa-studio ed il “Giardino Sonoro” a San Sperate grazie all’impegno dei tre figli, che tramite la Fondazione Sciola si dedicano a portare avanti la Sua filosofia di vita e quella che fu una ricerca artistica in continua evoluzione, costellata di successi, nuovi traguardi, e sfide ambiziose.

## Lepietre sonore

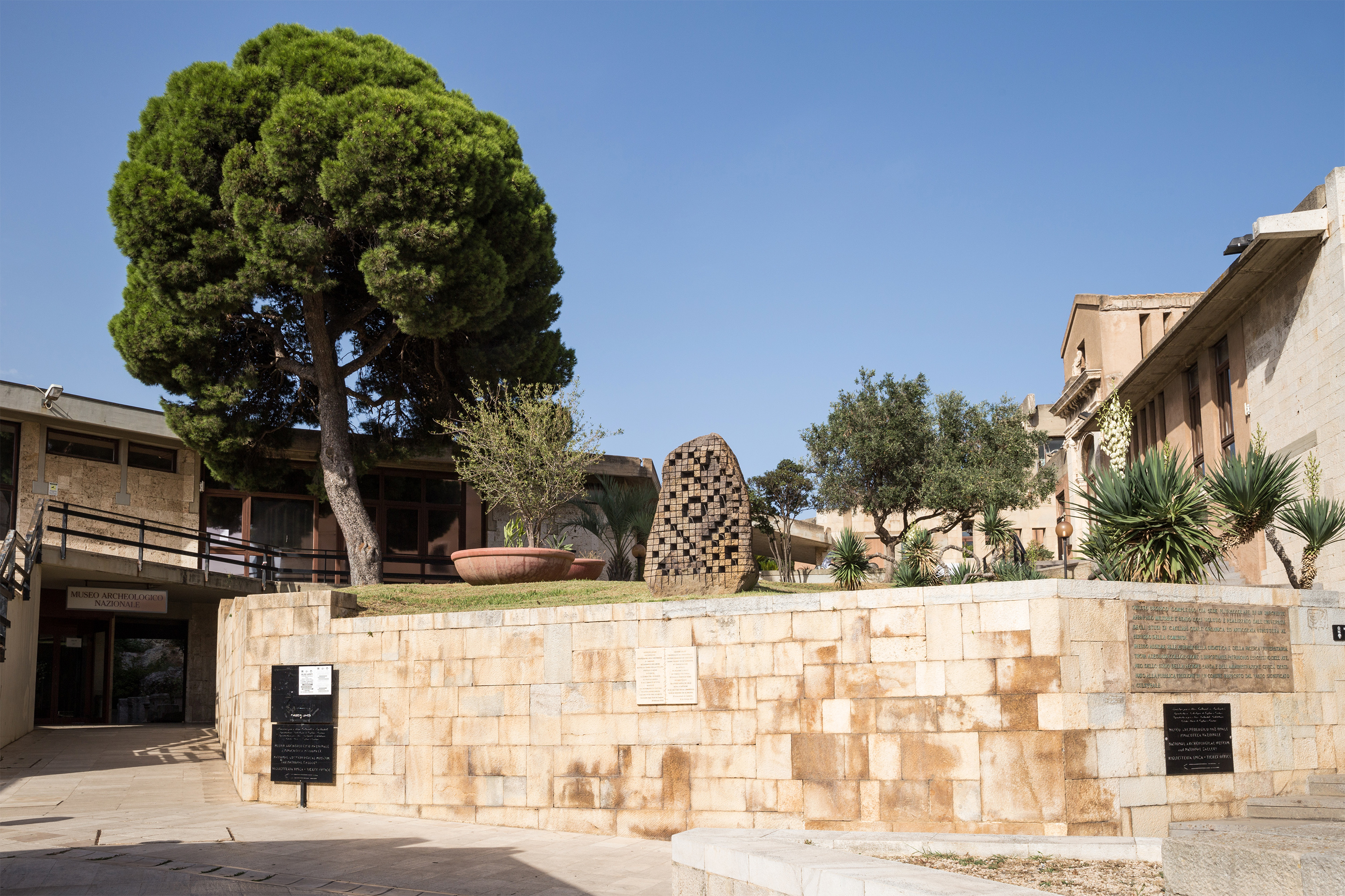
Pietra sonora dedicata a Giovanni Lilliu all'ingresso della Cittadella dei musei di Cagliari

Nel 1996 la sua ricerca personale sulle pietre e la loro natura intrinseca, e le tecniche di incisione sperimentate lo portano verso una musicalità della pietra.
Le pietre sonore sono sculture simili a menhir (principalmente calcari o basalti) che risuonano una volta lucidate con le mani o con piccole rocce. Le proprietà sonore delle sculture sono realizzate applicando le incisioni parallele sulla roccia. Queste sculture sono capaci di generare dei suoni molto strutturati, con differenti qualità secondo la densità della pietra e l'incisione, suoni che ricordano il vetro o il metallo, strumenti di legno e perfino voce umana.
Le pietre sonore, presentate per la prima volta nel 1996 a Berchidda (il paese natale del musicista Paolo Fresu), in Sardegna, sono state poi esposte nel 1998 alla Biennale europea di Niederlausitz presso Cottbus in Germania, nel 2000 all'Expo Internazionale di Hannover e a L'Avana.
Due anni dopo il Művészet-Malom di Szentendre (Ungheria) gli dedica una grande mostra antologica. Nel 2003, a seguito della sua collaborazione con l'architetto Renzo Piano, una sua gigantesca Pietra Sonora viene scelta per la Città della Musica a Roma; altre sue opere vengono esposte nella Piazza della Basilica inferiore di San Francesco ad Assisi e nell'Arsenale di Venezia. Nel 2004 è a Parigi per le Celebrazioni di Jacques Prévert: «Eloge de la nature» nei Jardin du Luxembourg e «Les Feuilles Mortes», omaggio di Pinuccio Sciola a Jacques Prévert. Alla fine dell'esposizione, lo scultore ha fatto dono delle sculture per una installazione permanente nel giardino della casa di Prévert a Omonville-la-Petite. Due strati (foglie) verranno depositati sulla tomba di Jacques Prévert.
Dello stesso anno è l'esposizione a Lussemburgo e nel 2005 sette statue vengono collocate nello scalo internazionale dell'Aeroporto di Fiumicino per la mostra La Poesia e la Pietra. Espone nei Vivai della Villa Reale di Monza e, al termine, l'opera Basalti sonori viene offerta in dono al Comune di Monza.
Le sculture pietre sonore di Pinuccio Sciola vengono esposte in tutto il mondo. Vengono organizzati concerti in cui queste sculture sono veri e propri strumenti musicali; esse sono fonte di ispirazione per artisti, musicisti e compositori.

## Mostre ed esposizioni
- 1959: Cagliari, 1ª Mostra Collettiva di Arte Figurativa con gli allievi delle Scuole di Cagliari, presso “La Rinascente”
- 1960: Cagliari, 2ª Mostra Collettiva di Arte Figurativa con gli allievi delle Scuole di Cagliari, presso “La Rinascente”
- 1961: Cagliari, Mostra Collettiva all’ “Associazione degli Amici del Libro”
- 1961: Cagliari, Mostra Collettiva alla galleria “Il Capitello”
- 1961: Cagliari, Mostra Collettiva allo “Studium”
- 1961: Milano, Palazzo Durini
- 1961: Mostra Collettiva della Regione Sardegna
- 1962: Mostra Collettiva della Regione Sardegna
- 1963: San Sperate, Mostra Personale presso lo Studio dell’Artista
- 1966: Cagliari, Mostra Collettiva presso l’ “Associazione Amici del Libro”
- 1966: Nuoro, Mostra Personale “La Nuova Città”
- 1966: Oristano, Mostra Personale presso la “Galleria C. Contini”
- 1966: Sassari, Mostra Personale presso la “Galleria d'Arte 32”
- 1967: Oristano, Mostra Personale presso la “Galleria Canepa”
- 1968: Barcellona, Salón Ricard
- 1969: Ozieri, Installazione in loco 18 sculture
- 1972: Lido di Camaiore “Legni e pietre di Giuseppe Sciola” , Mostra Personale ad Honorem alla V mostra internazionale ai Frati
- 1973: Città del Messico, “Extranjeros en Mexico”, Salón de la Asociación de Corresponsales
- 1975: Città del Messico, Galería José Maria Velasco
- 1976: Bologna, “Le canne, i cadaveri”, Piazza Santo Stefano
- 1976: Venezia, “Le canne, i cadaveri”, Biennale Internazionale d'Arte, Piazza San Marco
- 1979: Kirchheim unter Teck, Galerie Kroger
- 1980: Stoccarda, Istituto Italiano di Cultura
- 1981: Parigi, Espace Da et Du
- 1983: Spoleto, Esposizione an plein air, Villa Redenta
- 1985 - 1984: Milano, Rotonda della Besana e Piazza degli Affari
- 1986 (Dicembre):  Cagliari, “Natale a Cagliari”, carcere di Buoncammino
- 1986: Roma, XI Quadriennale d'Arte
- 1986: Santa Teresa di Gallura, Intervento nel centro storico
- 1986-1987: Mostra itinerante nelle maggiori città della Germania Occidentale (Leverkusen, Schloßpark Archiviato il 14 settembre 2016 in Internet Archive. (19/07-14/09), Städtisches Museum, Schloß Morsbroich; Duisburg (20/06-14/09),Kantpark, Wilhelm-Lehmbruck-Museum der Stadt; Heidelberg, Neckar – Vorland, Museo d'arte cittadino; Monaco di Baviera (26/09-15/11), Westpark, Landeshauptstadt; Köngen, Römishes Ausgrabungsgëlande der Gemeinde; Saarbrücken, Am Staden, Stadtgalerie der Stadt (10/03-10/05); Amburgo (20/05 -31/07), Elbufer Oevelgönne, Museumshafen, Freie und Hansestadt)
- 1988: Milano: installazione presepe in piazza affari
- 1988: Monaco di Baviera, Galerie Ruf
- 1989: Zagabria: installazione presepe in Piazza della Cattedrale
- 1990 : Pisa: installazione presepe in Piazza dei Miracoli
- 1990: Duisburg, Wilhelm - Lehmbruck-Museum 1988 c Galerie Ruf
- 1990: Fiorano Modenese, “Pietre dalla Sardegna” Parco di via Santa Caterina
- 1990: Pisa, Piazza del Duomo
- 1992 (Agosto): Cagliari, Esposizione an plein air di piccole sculture di Sciola lungo le spiagge della Sardegna
- 1994 (Agosto): Quartu S. Elena “Rwanda senza telecomando”
- 1994 (Gennaio): Parigi, “Il mistero della pietra”, Galérie Point Jal
- 1994: Gent - Gand, Kasteel Ooidonk
- 1995 (Aprile): Sassari, “Rwanda senza telecomando”, Piazza d’Italia
- 1995 (Giugno):  Niederlausitz, “I semi dell'arte”, Biennale Europa
- 1995 (Luglio):  Berchidda “Suoni oltre la pietra”
- 1995 (Marzo): Tinnura, Inaugurazione monumentale ai caduti in guerra, scultura in basalto
- 1995 (Settembre): Versailles, “Cuore di pietra” Sculture di Sciola, Palais du Trianon Palace
- 1995: Berlino, Cottbus/Niederosterrich
- 1996 (Agosto):  Vienna Barendorf, Parco Kunst Project
- 1996 (Agosto): Berchidda, “Le pierre sonore con Pierre Favre e le sculture di Sciola”, Time in Jazz Festival
- 1996 (Dicembre):  Repubblica di San Marino, “Un presepe per l'Europa”, Cava dei balestrieri
- 1996 (Maggio): Torino, Salone del libro
- 1996 (Novembre): Arzana, “Monumento al pastore” scultura di Pinuccio Sciola, “Genti de bidda mia”, Hotel Murru
- 1996: Wilen, Biennale niederosterreich
- 1997 (Agosto):  Kluisbergen, “Genti de bidda mia-Terrecotte di Sciola”, Galeries Beukenhof
- 1997 (Maggio): Sassari, Fiera Internazionale del Florovivaismo e della pietra sarda
- 1998 (Agosto):  Tempio Pausania Terme di Rinaggiu
- 1998: Milano, “Concerto per sculture sonore”, Teatro alla Scala
- 1999 (Aprile):  Milano “Musica realtà - Metafonie - 50 anni di musica elettroacustica” Teatro alla Scala
- 1999: Francoforte sul Meno, Buchmesse
- 1999: Stoccarda, Galerie Merkle
- 1999: Torino, “Arte come cultura dei luoghi”, Fiera del Libro
- 2000 (Giugno): Hannover, Weltausstellung International Expò
- 2000: L'Avana (CU), Fiera Internazionale del Libro
- 2000: Saarbrücken, Marie Schule
- 2001 (Aprile): Genova, “Concerto di pietre musicali”, Euroflora
- 2001 (Aprile): Pavia, "Genti de bidda mia - terrecotte di Sciola", Sala dell'Annunciata
- 2001 (Luglio): Berchidda (SS) “Arte e natura”
- 2001 (Settembre):  Monza, "Basalti sonori piccole sculture", Saletta Reale della Stazione
- 2001: Berchidda - Semida, Museo arte e natura
- 2001: Como, “Sculture e suoni di basalto”, Villa Olmo
- 2001: Como, Esposizione presso la Galleria Lopez
- 2001: Saarbrücken, Rettorato dell'Università
- 2002: Budapest, Muvészet-Malom Szentendre Zenelo Kovek, Mostra Antologica
- 2002: Expò Internazionale di Hannover e esposizione a L'Avana
- 2003: Assisi, "Il cantico delle pietre" Piazza della Basilica di San Francesco
- 2003: Venezia, “Solo pietre”, Spazio Thetis[13]
- 2004 (Giugno-Settembre) : Lussemburgo, "Pierres sonores" Esposizione an-plein air nella Villa di Lussemburgo
- 2004:  Parigi, “Les feuilles mortes hommage a Prevert", Jardin du Luxembourg
- 2005 (Settembre): Monza, “Basalti sonori”, Parco di Villa Reale
- 2005: Roma, “La poesia e la pietra”, Aeroporto “Leonardo da Vinci”
- 2006 (Giugno): Terni, “Vision in musica - Il suono delle pietre”, Anfiteatro Fausto[14]
- 2006: Bologna,"Impianto Sonoro Scolpito", progetto interattivo Parco Villa delle Rose[15]
- 2006: Casalgrande, “Omaggio a Fabrizio De André”
- 2006: Muravera, “Genti de bidda mia”[16]
- 2006: Castello di Köngen, “Genti de bidda mia”, Sala dei cavalieri
- 2007 (Maggio):  Sassari, “Litofonie”, Palazzo della frumentaria[17]
- 2008 (Dicembre): Marrakech Galerie Re
- 2008 (Dicembre): Narni, “I semi della Pace lungo le strade della città”
- 2008 (Ottobre):  Assisi, "I semi della pace" Piazza della Basilica Inferiore[18]
- 2008 (Settembre):  Carbonia, “Dentro la terra, dentro la pietra”, Parco geominerario della Sardegna[19]
- 2009 (Marzo):  Monaco di Baviera, Pasinger Fabrik Distillationen
- 2009 (Marzo): La Spezia, “Orchestra di pietre sonore”, CAMEC: Centro Arte Moderna e
- 2009: Fiorano, “Genti de bidda mia”[20]
- 2010 (Ottobre): Bruckmühl, Galerie Markt
- 2011: Madrid,"La Città Sonora", Istituto italiano di cultura[21]
- 2012 (Febbraio):  Firenze, “Le città sonore e le architetture di pietra”, Istituto degli Innocenti, Salone Brunelleschi

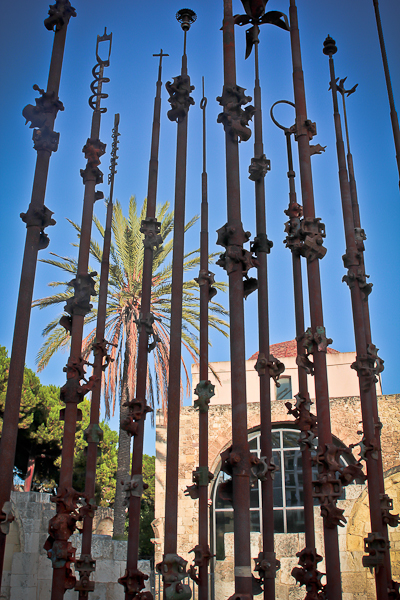
Omaggio a Gaudì di Pinuccio Sciola davanti alla basilica di S. Saturnino.

- 2012 (Luglio):  Cagliari, “Le colonne infinite omaggio a Gaudi”, Basilica di San Saturnino[22]
- 2012 (Luglio):  Nora, “La notte dei Poeti: Pinuccio Sciola, Moni Ovadia e Diego Deiana”, Mostra Tri-personale presso il Teatro Romano[23]
- 2012 (Settembre): Cargeghe, “Tra terra e cielo, Le voci delle pietre per Valentino”, Piazza Grazia Deledda
- 2012: Bari, "La Città sonora/le colonne infinite", PugliArch
- 2013 (Ottobre):  Milano, “La sinfonia delle pietre - Omaggio a John Cage” , Accademia delle Belle Arti di Brera[24]
- 2013 (Ottobre): Novara, “Sculture di Pinuccio Sciola. Piantare un seme e ascoltare la pietra”, Sagrato del Duomo, Sala Accademia e cortile del Broleto
- 2013 (Ottobre): Vespolate, “Sculture di Pinuccio Sciola. Piantare un seme e ascoltare la pietra”, Piazza Martiri e Città dei sogni[25]
- 2013 Firenze, "Semi di Pace, Suoni di Pietra", Basilica di Santa Croce[26]
- 2013: Padova,"Ascoltare la Pietra" Sagrato della Cappella degli Scrovegni[27]
- 2014 (Aprile): Camogli/Genova, "Le pietre raccontano", Abbazia di San Fruttuoso
- 2014 (Marzo): Cagliari, Inaugurazione “Giardino sotto le mura”
- 2014 (Novembre): San Sperate, "Mani", Museo del crudo
- 2014: Firenze, medaglia Beato Angelico, Santa Croce
- 2014 Milano, "La sinfonia delle pietre", Teatro Oscar[28]
- 2014(Luglio): Monastero di Siloe "concerto di pietre sonore " Siloe film
- 2015 (Agosto): Cala Gonone "The Heart of Stone" Jazz Festival a cura di Gloria Campaner e Leszek Mozdzer, Teatro Comunale
- 2015 (Aprile): Boretto, "Disegni e sculture sonore" Boretto Galleria d'Arte Napoleone Cacciani
- 2015 (Giugno) Arezzo, "Icastica 2015"
- 2015 (Giugno) Busseto, "Battesimo della Scultura Pietra Sonora Renata Tebaldi" Museo Renata Tebaldi
- 2015 (Luglio): Selinunte "Arte e poesia"
- 2015 (Marzo): Alghero, "Le colonne infinite[29]" Omaggio a Gaudì
- 2015 (Novembre): Cagliari "Tres por uno", Mostra Tri-personale degli artisti Pablo Lopez Luz, Antonello Ottonello e Pinuccio Sciola. Galleria Macca
- 2015 (Ottobre): Palermo, "Nel mezzo del mezzo" Museo Riso
- 2015 Teramo, "Pietre, Segni, Sogni" Campus universitario Aurelio Saliceti Lezione magistrale
- 2015:  Arezzo, "Pietre", Piazza Guido Monaco
- 2015: Cagliari, "Pani e Madri" Exmà
- 2015-2013:  Shanghai, “La Verità dei Materiali”, Shanghai Italian Center, (dal 28 aprile 2013 al 30 aprile 2015)
- 2016 (Aprile):  Budapest, “La città sonora”[30] Istituto Italiano di Cultura - Galleria Xenia
- 2016 (Aprile):  Roma, “Stonetales: la voce della pietra. Il Mosè di Michelangelo e le pietre sonore di Pinuccio Sciola[5]”, San Pietro in Vincoli
- 2016 (Aprile): Milano, “Master Sound Art[31]” Fondazione Pasquinelli
- 2016 (Febbraio): Alghero “Stone dream of cities[32]” DADU-UNISS
- 2016 (Gennaio): Cagliari, “La memoria persistente” Exmà
- 2016 (Marzo): Maranello, “Arte, Forma, Suono” Centro Design Ferrari
- Contemporanea[33]

## Film e documentari
- Documentario - Born of Stone di Emilio Bellu (2016)[34]

## Onorificenze
- 2015 Premio “Donna del Marmo 2015”, Fiera Marmomacc Verona[35]
- 2014 Medaglia “Beato Angelico” a Pinuccio Sciola, Firenze, Basilica di San Marco
- 2013 Premio Speciale, Premio Letterario Fondazione Giuseppe Dessì

- 2010_ Premio “La Pesca d’Oro”, istituito dal comitato “Progetto sviluppo per il turismo sostenibile” con il Comune di San Sperate[36]
- 2009_”Mamuthones e Issohadores ad honorem”, Onorificenza riconosciuta dall'Amministrazione Comunale di Mamoiada[37]
- 1960_ Premio fuori concorso con menzione speciale per la scultura “Autoritratto”, in occasione della 2ª Mostra Collettiva di Arte Figurativa degli allievi delle Scuole di Cagliari, presso “La Rinascente”, con la commissione giudicatrice composta da: Carlo Donati, Prof. Cesare Cabras, Prof. Antonio Aramu, Prof. Foiso Fois, Dott. Vittorino Fiori.
- 1959_Primo Premio Borsa di studio regionale per la scultura “Pietrino”, durante la 1ª Mostra Collettiva di Arte Figurativa degli allievi delle Scuole di Cagliari, presso “La Rinascente”, con la commissione giudicatrice composta da: con la commissione giudicatrice composta da: Carlo Donati, Prof. Cesare Cabras, Prof. Antonio Aramu, Prof. Foiso Fois, Dott. Vittorino Fiori.